# STS-8
是历史上第八次航天飞机任务，也是的第三次太空飞行。

## 任务成员
- 理查德·特鲁利（Richard H. Truly，曾执行以及任务），指令长
- 丹尼尔·布兰登斯坦（Daniel Brandenstein，曾执行、以及任务），飞行员
- 戴尔·加德纳（Dale Gardner，曾执行以及任务），任务专家
- 圭恩·布鲁福德（Guion Bluford，曾执行、以及任务），任务专家
- 威廉·桑顿（William E. Thornton，曾执行以及任务），任务专家